# Caídos del mapa
Caídos del Mapa es una saga de libros argentina destinada a preadolescentes y adolescentes  escrita por María Inés Falconi, así como el título del primer libro de la serie, que fue publicado por primera vez en marzo de 1995 por la editorial argentina Ediciones Quipu. En 2013 se estrenó la versión fílmica del primer libro, dirigida por Leandro Mark y Nicolás Silbert. 
En marzo de 1995 se publicó su continuación Caídos del Mapa II: Con un pie en el micro y en enero de 1997 Caídos del Mapa III: En viaje de egresados. En enero de 2001, se publicó Caídos del Mapa IV: Chau séptimo. Luego, en marzo de 2004, salió a la venta la primera edición de Caídos del Mapa V: Siempre juntos. En diciembre de 2005 se publicó Caídos del Mapa VI: Un año más. Dos años después, en julio, salió a la venta el séptimo libro de la saga: Caídos del Mapa VII: Un triste adiós. El octavo libro se publicó en abril de 2009, llamado Caídos del Mapa VIII: Todos para uno, uno para todos y en diciembre de 2010, salió a la venta Caídos del Mapa IX: Un novio para Miriam. En abril de 2012, salió a la venta Caídos del Mapa X: ¿Llegó el final?. Finalmente, en diciembre de 2013, se publicó Caídos del Mapa XI: Fiesta de Despedida, que presume ser el último libro de la saga. Sin embargo, en diciembre de 2016, salió a la venta "Caídos del Mapa XII: amigos con secretos" , en 2020 se publicó el decimotercer libro titulado "Caídos del Mapa 13: Generación Z. Parecidos nunca iguales" y en julio de 2022 salió ala venta “Caidos del mapa 14 ; ENCERRADOS’ que presume ser el único título que sucede en la pandemia ( 2020 )

## Argumento
Federico, Fabián, Paula y Graciela son cuatro amigos que siempre se meten en líos y aventuras.
- En el primer libro se cuentan las aventuras de los alumnos en el último año de la primaria. Intentan escaparse de la hora de Geografía al sótano del colegio, pero se ven obligados a incluir a Miriam, una compañera desagradable que amenaza con delatarlos si la apartan del plan.
- El segundo libro se basa en la planeación de su viaje de egresados. Los chicos querían viajar solos, pero la decisión final de los padres es que vayan acompañados por la señorita Elvira, la maestra de Geografía.
- El tercero cuenta toda la historia del viaje a Córdoba. El grupo lleva oculto a Virus, el perro de Paula, mientras que la señorita Elvira pretende que sus alumnos se aprendan la flora y fauna del lugar.
- El cuarto cuenta la historia de su último año en la primaria luego del viaje de egresados; las separaciones en los secundarios, la fiesta de egresados y todos los preparativos.
- En el quinto libro cada uno empieza en escuelas diferentes, no tienen tanto tiempo para verse o encontrarse como antes. Es el cumpleaños de Paula e invita a todos sus amigos a un campamento en la quinta de sus abuelos. Allí ocurren locas aventuras y algunos problemas.
- En el sexto libro, los chicos ya están en 2º año de la secundaria. Graciela festeja sus 15 pero todo tiene sus complicaciones. Tiene que lograr contactar a Paula a quien no ve desde hace cerca de un año. Fede y Fabián la ayudan para poder reencontrarse con su mejor amiga. Pero esta vez la madre de Paula no la ayuda, y Miriam intenta alejarla aún más.
- En el séptimo libro, Graciela se va a vivir a España y los chicos hacen todo lo posible para que no se vaya. En el medio ocurre un malentendido causado por Miriam.
- El octavo libro trata sobre los problemas que atraviesa Graciela en España, porque no lograron hacer que se quede en Argentina. Y por otro lado, las cosas que hacen los chicos para darle una sorpresa: Ir a visitarla a España en las vacaciones de Invierno. Nuevamente, está Miriam en el medio.
- En el noveno libro los chicos están en España visitando a su amiga. Pero para poder disfrutar de su tiempo juntos tienen que librarse de Miriam, que se había metido en el viaje de los chicos, ya que ella le había pagado el pasaje a Paula. La idea para que Miriam deje de molestarlos es encontrarle un novio. En el intento, los chicos viven aventuras y se suman algunos problemas.
- En el décimo libro Miriam se vuelve amiga de los chicos, mientras que las parejas de Caídos del Mapa pasan por varias crisis.
- En el undécimo libro, el colegio Belgrano (al que los chicos asistían en la primaria) organiza una fiesta de despedida para padres, docentes, alumnos, ex-alumnos y amigos vía Facebook, y se enteran de que alguien se va... para siempre. Como siempre, los chicos asisten y viven una noche llena de recuerdos, alegrías, reencuentros... y, como no, insólitas travesuras que jamás se pierden en ningún libro.
- En el duodécimo libro, Se cumplen 10 años de egresados de séptimo grado y Miriam decide organizar una reunión. Para eso, invita a sus compañeros a una fiesta en la cual la única condición es llevar un objeto y una anécdota de la Primaria para compartir con el grupo.
- En el decimotercer libro pasaron los años y nos encontramos con que Paula, Fede, Fabian y Graciela se casaron y tuvieron hijos. Julieta, la hija de Fede y Graciela, quiere ir a una marcha importante y sus padres no la dejan. Entonces se escapa del colegio y va a la marcha.

## Personajes

### Personajes principales
- Federico Soria: El es aventurero, le gustan los desafíos, es el mejor amigo de Fabián y el esposo de Graciela. Le gusta hacerle bromas al Enano (Fabián). Está enamorado de Graciela, y durante la saga cortan y salen muchísimas veces. Asiste al secundario en el Liceo. Durante el libro 8, comienza a trabajar en un estudio de fotografía.
- Graciela Reboledo: Una de las chicas del curso y la más linda y popular y todos los chicos querían salir con ella en el primer y segundo libro. Es la mejor amiga de Paula y le gusta Federico. Asiste al secundario Normal. En el libro 6 tiene su fiesta de 15. En el libro 7 se va a vivir a España. Se sabe que tiene un hermano 3 años menor que ella llamado Lucas.
- Fabián Levín: Inteligente, le gusta reparar cosas y es muy bueno con la tecnología. Es el mejor amigo de Federico y le gusta Paula salieron en el primer libro y en el seis se reconcilian. Durante sus años de primaria, era muy bajito y usaba anteojos, pero en el libro 5 usa lentes de contacto y pega el estirón, un poco más alto que Federico en altura. Se puso varias veces de novio con Paula, aunque siempre terminan cortando. Le gusta fastidiar a Miriam junto con Federico. No tiene hermanos.
- Paula Capuzotti: Es más miedosa que sus amigos pero es una persona muy leal y buena y mejor amiga de Graciela, generalmente hace lo que le dicen. Le gusta Fabián y su primer beso fue con él en el primer libro. Durante sus años de primaria, solía usar trenzas. En el segundo libro le regalan un perro al que llama Virus y se lo llevan a su viaje de egresados. Tiene una madre terriblemente insoportable y sobreprotectora que desconfía de Graciela, Fabián y Federico. A partir del libro 5 va a la misma escuela que Miriam, al Misericordia. No tiene hermanos.

### Antagonistas
- Miriam Reinoso: Antagonista principal de toda la saga. Busca atención constantemente. Cuando bajan al sótano, los cuatro amigos se ven obligados a dejar que se quede con ellos, ya que amenaza con subir a contar el incidente, pero los padres y autoridades del colegio ya se enteraron de lo sucedido. A partir del libro 5 va al colegio Misericordia con Paula, en el noveno libro forma pareja y en el décimo libro la integran al grupo.

en los libros 13 y 14 está de novia con Lorena , no se nos dice cuando se conocieron pero se cree que fue después del 11
- Señorita Elvira: Antagonista del primero al cuarto libro. Es la maestra de Geografía de 7°. Ella es muy estricta y detesta el desorden y la indisciplina. Sus alumnos la llaman "La Foca", ya que ciertas características suyas, como toser y aplaudir, les recuerdan a ese animal. En el libro 4 es un poco más flexible, y va a ver junto al sargento Guayra y su madre una obra de teatro en la que participan Graciela y Paula. Aparece en los libros 1, 2, 3, 4, 7 y 11.

### Personajes secundarios
- Ramón: Es el portero de la escuela; siempre ayuda a los chicos en lo que necesiten, y él es más inteligente aunque no lo aparezca en todos los momentos. Aparece en los libros 1, 2, 3, 4, 5, 7 y 11.
- Virus:es el perro de Paula. Sus padres se lo regalan cuando esta cumple 12 años, en el segundo libro.
- Padres de Paula: Extremadamente sobreprotectores y estrictos. Sabemos que la madre se llama Clara, y que al padre le dicen Tito. Aparecen durante toda la saga.
- Padres de Graciela: Según los chicos (como dicen en el libro 7), generalmente son piolas y buena onda. Se sabe que el padre trabaja de arquitecto y en el octavo libro, se menciona que la madre trabaja en una tienda de ropa horrible, como describe Graciela
- Padres de Federico: Están separados desde que Federico cursa cuarto grado; el padre trabaja en un estudio de fotografía y a su madre trabaja en una oficina.
- Padres de Fabián: Son bastante comprensivos. Su padre, en el fondo, sigue siendo un niño.
- Padres de Miriam: El padre de Miriam, Roberto Reinoso, es el presidente de la Cooperadora del colegio primario, y es bastante detestado por favorecer a Miriam. Tiene una actitud muy mala cuando le pasa algo malo a su hija y, al igual que la madre de Paula, desconfía de Graciela, Fabián, Federico y en el primario también en Paula. La madre se llama Marta y al parecer es bastante chismosa.
- Coordinadores del viaje de egresados: Verónica Lamberti y Daniel Fernández. Aparecen en los libros 2 y 3.
- María Sol: Aparece en los libros 1, 2, 3 , 4 y 12 pero es más relevante en el segundo libro siendo víctima de un plan de Miriam para hacer que Graciela desconfíe de Federico. Es la más linda del curso, muy madura, y un tanto creída
- Compañeros de curso: Aparecen en los libros 1, 2, 3, 4: Pablo (quien supuestamente le dio su primer beso a Graciela), Roxana, Martín, Juani, Guadalupe, Romina y Ramiro, entre otros. La mayoría reaparecen en el libro 11 y 12.
- Rosario: Mejor amiga de Paula durante el libro 5. En el libro 6 aparece brevemente para ayudar a Graciela, Federico y Fabián para poder mandarle una carta a Paula.
- Lucrecia: Mejor amiga de Paula durante el libro 5. En el libro 6, se mostró extrañamente antipática, y fue nombrada en diversas partes de la saga. Fue la novia de Fabián en algún lugar entre el libro 5 y el 8, pero al parecer cortaron. Se cambió de colegio en su segundo o tercer año.
- Leticia: Vecina de Federico, un año mayor que este. Salieron cuando ella iba a primer año del Liceo, aunque duraron muy poco juntos. Aparece en el libro 4.
- Rubén: Profesor del taller de Teatro del Misericordia, al que asisten Graciela y Paula. Aparece en el libro 4.
- Natalia: Secretaria del estudio en el que trabajaba Federico. Fabián la idolatraba e intentó salir con ella, pero terminó volviendo con Paula. Irresponsable y fanática de Madonna, su jefe Arregui la despidió luego de haber cometido demasiados errores en los mandados. Aparece en el libro 8.
- Rosa: Amiga de Graciela durante su estadía en España. A pesar de que tuvieron una fea pelea por culpa de su hermano, se reconciliaron. Aparece en los libros 8, 9 y 10.
- Rafael: Hermano de Rosa, un universitario enamorado de Graciela. Al ver que ella le negaba comenzar una relación, hizo correr el rumor de que era una "zorra", lo que provocó innumerables peleas. Aparece en los libros 8 y 9.
- El Cholo: Cartonero que les sirve de gran ayuda a los chicos para arreglar el problema de la fiesta de quince de Graciela. Sencillo, se encarga de mantener a una familia numerosa con solo dieciséis años. Aparece en el libro 6 y 11
- Lucas Reboledo: Es el hermano de Graciela, tres años menor que ella. Es un poco odioso y se cree superior. Aparece en los libros 6, 7, 8, 9 y 11.
- Josecito: Conocido de Graciela en España, lo "enganchan" con Miriam, e increíblemente se enamora de ella y comienzan a salir. Aparece en los libros 9, 10 y 11. No aparece en el libro 12, dándose a entender que él y Miriam terminaron su relación.
- El Pibe: El que le robó el celular a Fede, causándole problemas con sus amigos. Tiene una pandilla. Aparece en el décimo libro.
- Nicolás: Es compañero de Paula y de Graciela en la clase de teatro del Misericordia, al principio, a Paula le gusta, pero después lo ve con su novia y no le gusta más. Aparece en el libro 4
- Novia de Nicolás: Aparece en el libro 4, y ella hace que Paula no guste más de Nico
- Valeria: Es una modelo que está en el estudio de fotografía que está Federico y van a su fiesta de cumpleaños en un boliche en el libro 10.
- El Camionero: Es el camionero que se encuentran en el libro 3 en el viaje de egresados. La Foca termina robándose su camión para poder regresar al hotel.
- La Directora: La Directora del colegio Belgrano. Aparece en los libros 1, 2, 3, 4, 11.
- Rodrigo: El novio de Paula en el libro 11. A los chicos no les cae bien Rodrigo, y forman un plan para que Fabián y Paula vuelvan a verse en la fiesta del colegio.
- Sargento Guayra: Es el esposo de la Foca. Lo conocieron en el libro 3 en el viaje de egresados. Aparece en los libros 3 y 4.
- Arregui: Es el jefe de Federico en su estudio de fotografía y es muy despistado. Aparece en los libros 8,10,11.
- Florencia: La prima de Paula. Es unos años más chica que ella y como no le gusta sentirse chica, se une a Miriam para vengarse de los demás. Aunque Florencia no fue una muy buena cómplice. Aparece en el libro 5.
- Luciano: Compañero de Graciela en Teatro. "Hackeó" fotos de Graciela para llamar su atención.

Aparece en el libro 12

## Personajes principales en la saga Gen. Z
- Julieta: Hija de Fede y Graciela, está a favor del aborto y tiene muchas amigas

en el 13 se nos da a entender que no quería mucho a sus padres, se escapa del colegio para poder ir a una marcha a favor del aborto y en contra aunque se pierde y casi no la cuenta.
aparece en los libros 13 y 14
- Agus: hija de Fabián y Paula , es la mejor amiga de Julieta y junto a Juli , se pierden en la marcha , nada más que ella no se escapó de ningún lugar.

en el 14 una compañera la obliga a grabar Tik Toks con bailes “sexys”
aparece en el 13 y 14
- Datos: Q5759459